# Apache Ant
Apache Ant (англ. ant — муравей и акроним — «Another Neat Tool») — утилита для автоматизации процесса сборки программного продукта. Является кросс-платформенным аналогом утилиты make, где все команды записываются в XML-формате.
Ant был создан в рамках проекта Jakarta,
сегодня — самостоятельный проект первого уровня Apache Software Foundation.
Первая версия была разработана инженером Sun Microsystems
Джеймсом Дэвидсоном (James Davidson), который нуждался в утилите, подобной make, разрабатывая первую референтную реализацию J2EE.
Ant, в отличие от другого сборщика проектов Apache Maven, обеспечивает императивную, а не декларативную сборку проекта.

## Описание
В отличие от make, утилита Ant полностью независима от платформы, требуется лишь наличие на применяемой системе установленной рабочей среды Java — JRE.
Отказ от использования команд операционной системы и формат XML обеспечивают переносимость сценариев.
Управление процессом сборки происходит посредством XML-сценария, также называемого Build-файлом.
В первую очередь этот файл содержит определение проекта, состоящего из отдельных целей (Targets). Цели сравнимы с процедурами в языках программирования и содержат вызовы команд-заданий (Tasks).
Каждое задание представляет собой неделимую, атомарную команду, выполняющую некоторое элементарное действие.
Между целями могут быть определены зависимости — каждая цель выполняется только после того, как выполнены все цели, от которых она зависит (если они уже были выполнены ранее, повторного выполнения не производится).
Типичными примерами целей являются clean (удаление промежуточных файлов), compile (компиляция всех классов), deploy (развёртывание приложения на сервере).
Конкретный набор целей и их взаимосвязи зависят от специфики проекта.
Ant позволяет определять собственные типы заданий путём создания Java-классов, реализующих определённые интерфейсы.

## Часто применяемые задания (Tasks)
В поставку входит множество библиотек, затрагивающие широкий набор задач. Кроме этого на веб-сайте проекта доступны дополнительные библиотеки, расширяющие функциональность продукта, например, для интеграции со сторонними системами. Стандартная версия содержит более 150 типов задач. Примеры таких команд представлены ниже.
| Код     | Действие                             |
| ------- | ------------------------------------ |
| javac   | компиляция Java-кода                 |
| copy    | копирование файлов                   |
| delete  | удаление файлов и каталогов          |
| move    | перемещение файлов и каталогов       |
| replace | замещение фрагментов текста в файлах |
| junit   | автоматический запуск юнит-тестов    |
| exec    | выполнение внешней команды           |
| zip     | создание архива в формате Zip        |
| cvs     | выполнение CVS-команды               |
| mail    | отправка электронной почты           |
| xslt    | наложение XSLT-преобразования        |

## Пример сценария
Данный сценарий определяет две цели — clean и build. Первая выполняет удаление временных файлов, вторая — компиляцию и создание JAR-архива.
Цель build зависит от clean, поэтому при её запуске будет сначала выполнена очистка и только затем — задания собственно сборки.
Build также выбрана в качестве цели по умолчанию. Это означает, что она будет выполнена при обработке данного сценария без явного указания цели.
```
<?xml version="1.0"?>

<project
 
default=
"build"
 
basedir=
"."
>

    
<property
 
name=
"name"
 
value=
"AntBuildJar"
/>

    
<property
 
name=
"src.dir"
 
location=
"${basedir}/src"
/>

    
<property
 
name=
"build"
 
location=
"${basedir}/build"
/>

    
<property
 
name=
"build.classes"
 
location=
"${build}/classes"
/>

    
<path
 
id=
"libs.dir"
>

	
<fileset
 
dir=
"lib"
 
includes=
"**/*.jar"
/>

    
</path>

    
<!-- Сборка приложения -->

    
<target
 
name=
"build"
 
depends=
"clean"
 
description=
"Builds the application"
>

        
<!-- Создание каталогов -->

        
<mkdir
 
dir=
"${build.classes}"
/>

        
<!-- Компиляция исходных файлов -->

        
<javac
 
srcdir=
"${src.dir}"

               
destdir=
"${build.classes}"

               
debug=
"false"

               
deprecation=
"true"

               
optimize=
"true"
 
>

            
<classpath
 
refid=
"libs.dir"
/>

        
</javac>

        
<!-- Копирование необходимых файлов -->

        
<copy
 
todir=
"${build.classes}"
>

            
<fileset
 
dir=
"${src.dir}"
 
includes=
"**/*.*"
 
excludes=
"**/*.java"
/>

        
</copy>

        
<!-- Создание JAR-файла -->

        
<jar
 
jarfile=
"${build}/${name}.jar"
>

            
<fileset
 
dir=
"${build.classes}"
/>

        
</jar>

    
</target>

    
<!-- Очистка -->

    
<target
 
name=
"clean"
 
description=
"Removes all temporary files"
>

        
<!-- Удаление файлов -->

        
<delete
 
dir=
"${build.classes}"
/>

    
</target>

</project>

```